# Бар (футбольний клуб)
МФК «Бар»  (чорн. OFK Bar, ОФК Бар) — чорногорський футбольний клуб з однойменного міста. Виступає у Третій лізі чемпіонату Чорногорії. Заснований 2001 року. Домашні матчі проводить на стадіоні «Тополиця».

## Історія
Клуб створений 2001 року з метою противаги іншому клубу з міста Бар — «Морнару». Найбільшим досягненням клубу є участь у Першій лізі Чорногорії у сезоні 2010-11.
У сезоні 2012-13 у клубу почалися проблеми з фінансуванням, і у березні 2013 року Футбольний союз Чорногорії відсторонив клуб від участі у Другій лізі. Результати клубу було анульовано, його суперникам зараховані технічні перемоги 3:0, а клуб переведений у Третю лігу із забороною участі у вищих лігах на два роки.
| Сезон   | Ліга       | Місце |
| ------- | ---------- | ----- |
| 2009-10 | Друга ліга | 2     |
| 2010-11 | Перша ліга | 12    |
| 2011-12 | Друга ліга | 8     |
| 2012-13 | Друга ліга | 12    |
| 2013-14 | Третя ліга |       |